# 鲍比·麦克菲林
鲍比·麦克菲林（英語：Bobby McFerrin，1950年3月11日—），美国音乐家、指挥家、声乐艺术家，擅长用极其多变的人声模仿各种声音。

## 生平

### 青年时代
鲍比·麦克菲林出生于纽约，父亲罗伯特·麦克费林（Robert McFerrin）是1950年代大都会歌剧院首位非洲裔歌剧演员（男中音），母亲萨拉·麦克费林（Sara McFerrin）是女高音、声乐教授，但是放弃了个人职业生涯来支持丈夫。麦克菲林从小就喜欢在父亲上声乐课时在钢琴旁玩耍，虽然自己的父亲从未教他，却对音乐耳濡目染。六岁时，麦克费林开始在茱莉亚音乐学院学习钢琴、单簧管、长笛。后来在加州州立大学萨克拉门托分校、 塞里图斯学院学习钢琴。

### 初出茅庐
毕业后，麦克菲林先是做器乐演奏员，随“冰上大歌舞”等一些表演团体巡回演出，27岁时开始在“魂灵投射”（Astral Projection）乐团以歌手身份登台。1980年，麦克菲林受喜剧演员比尔·考斯比之邀到花花公子爵士音乐节表演，一年后在纽波特爵士音乐节上的表演大获成功，最终签下唱片合同。

### 蜚声世界

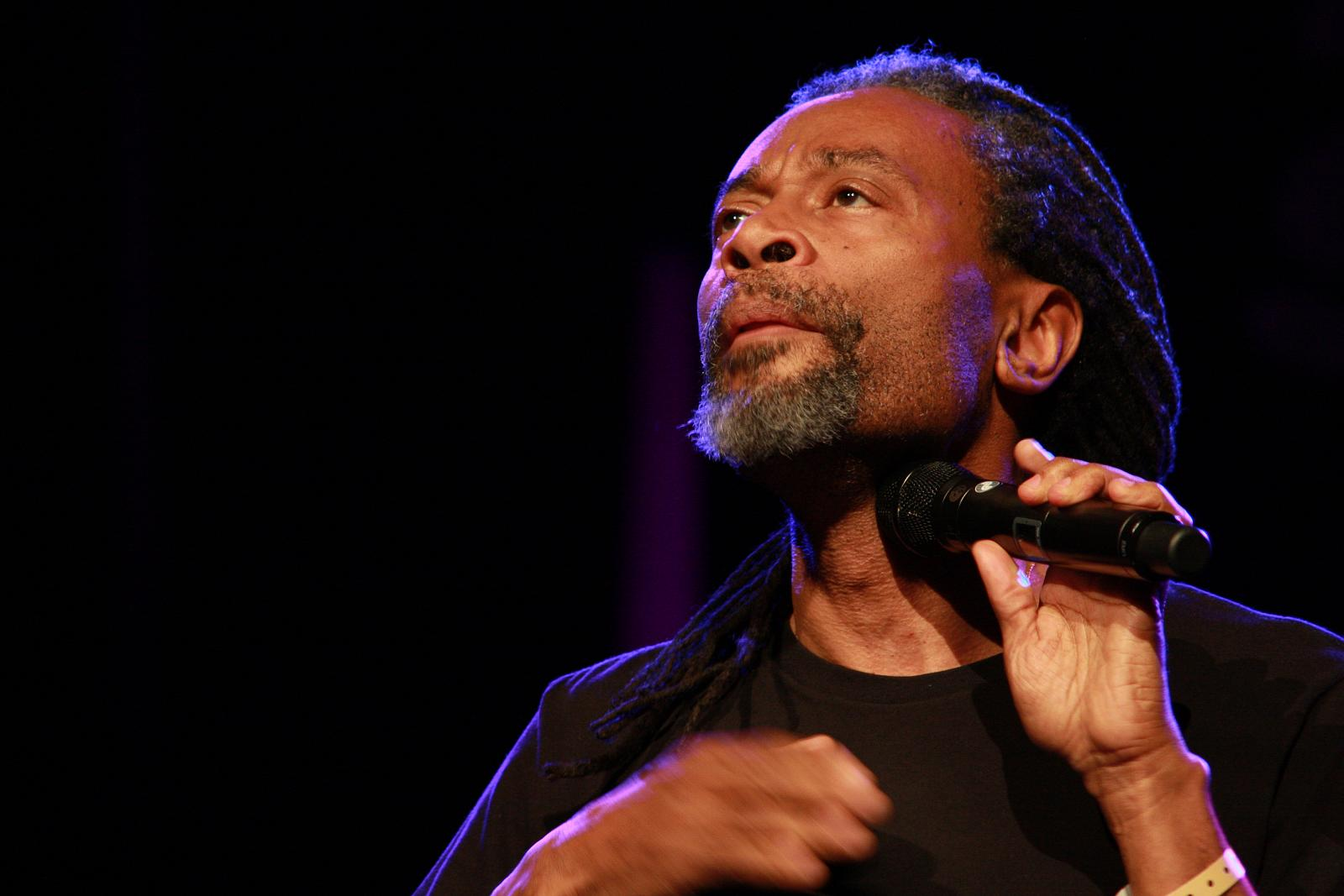
鲍比·麦克菲林在北海爵士音乐节上（2008年）

受到凯斯·杰瑞的即兴钢琴演奏影响，鲍比·麦克菲林决定开始做独唱歌手，于1982年推出了自己的首张个人同名专辑，Bobby McFerrin，因其真假声快速切换的声乐技巧而受到专业人士瞩目。1985年，麦克菲林和他人合作的“突尼斯的另一夜”（Another Night in Tunisia）获得两个格莱美奖项。1988年，“不要担心，要快乐”（Don't Worry, Be Happy）一歌让他获得了全世界的认可，收录了此曲的专辑“简单的快乐”（Simple Pleasures）全球销量达一千万，拿下四个格莱美奖。

### 跨界合作
麦克菲林同诸多不同领域的音乐家都有过合作，例如爵士界的钢琴家奇克·柯瑞亚、贺比·汉考克、小号手迪齐·吉莱斯皮、古典界的大提琴家马友友等等。1987年，他为情景喜剧《考斯比一家》第四季创作主题曲并参与录制了片头。1989年，他为纪录片《共同的线索》操刀音乐制作，在此期间，他还创立了一个无伴奏合唱团——Voicestra。
麦克菲林以其即兴创作能力著称，常常在演唱会上和观众互动，例如哼唱用某位观众名字即兴创作的歌曲、安排观众分声部合唱等等，也擅长用人声模仿各种乐器和奇特的声效。广为人知的一场演出是2000年莱比锡巴赫音乐节上，他用巴赫的平均律来唱和现场观众合唱的《圣母颂》旋律。

### 其他
麦克费林1990年起涉足指挥，起初只是为了好玩，后来逐渐认真投入，自称曾和伦纳德·伯恩斯坦和小泽征尔上过指挥课。2004年5月，在庆祝欧洲联盟扩大的露天音乐会上，麦克费林指挥维也纳爱乐乐团表演了来自八个不同欧洲国家作曲家的作品，吸引了九万余名观众到场。麦克费林曾在多所大学客座教学，曾获伯克利音乐学院荣誉博士学位、柏林艺术大学荣誉教授称号。

## 个人生活
麦克费林和妻子黛比（Debbie）1975年结婚以来，育有三个孩子，其中长子泰勒·麦克费林（Taylor McFerrin）是一位流行音乐歌手。